# Subdivisions d'Oman

## Subdivisions d'Oman depuis octobre 2011
Le redécoupage administratif du sultanat d'octobre 2011 a créé onze subdivisions d'Oman appelées gouvernorats (mouhafadhat ; au singulier mouhafadha), à leur tour divisés en districts plus petits (wilayas).
Gouvernorats
- Ad-Dākhilīyah
- Al-Buraimi
- Al-Wusta
- Adh-Dhahira
- Al-Batina du Nord
- Al-Batina du Sud
- Ach-Charqiya du Sud
- Ach-Charqiya du Nord
- Mascate
- Gouvernorat de Moussandam
- Dhofar

## Subdivisions d'Oman avant octobre 2011
Oman était précédemment divisé en 5 régions (mintaqah) et 4 gouvernorats (muhafazat; au singulier - muhafazah ), ces derniers étant comparables à des villes autonomes. Les régions sont à leur tour divisées en 62 districts plus petits (wilayat).
| Numéro sur la carte                                                                                           | Subdivision   | Ville principale | Superficie (km²) | Population (recensement de 2010) | wilayat |
| --- | ------------- | ---------------- | ---------------- | -------------------------------- | ------- |
| Régions (mintaqat)                                                                                            |               |                  |                  |                                  |         |
| 1 | Ad Dākhilīyah | Nizwā            | 31 900           | 315 266                          | 8       |
| 2 | Adh-Dhahira   | Ibri             | 40 0001          | 147 585                          | 3       |
| 3 | Al-Batina     | Sohar            | 12 500           | 761 977                          | 13      |
| 5 | Al Wusta      | Haima            | 79 700           | 32 746                           | 4       |
| 6 | Ach-Charqiya  | Sour             | 36 800           | 348 969                          | 11      |
| Gouvernorats (muhafazah)                                                                                      |               |                  |                  |                                  |         |
| 4 | Al Buraymi    | Al Buraymi       | 4 0001           | 72 443                           | 3       |
| 7 | Dhofar        | Salalah          | 99 300           | 249 401                          | 9       |
| 8 | Moussandam    | Khasab           | 1 800            | 31 010                           | 5       |
| 9 | Masqat        | Sib              | 3 500            | 734 697                          | 6       |
| | Oman          | Mascate          | 309 500          | 2 694 094                        | 62      |
| 1 : Ad Dhahirah avait une superficie de 44 000 km² jusqu'en octobre 2006 où elle s'est séparée de Al Buraymi. |               |                  |                  |                                  |         |

## Source
1. ↑  Babu Thomas Web Developer- designer, « Oman Governorates & regions », sur omanet.om via Wikiwix (consulté le 13 octobre 2023).
2. ↑  (en + ar) Recensement de la population du sultanat d'Oman de 2010.